# 대한민국 전략사령부
전략사령부(大韓民國戰略司令部, Republic of Korea Strategic Command)는 국군의 전략적 능력을 통합운용하여 적의 핵 공격과 전략적 수준의 대량살상무기 공격에 대한 억제 및 대응에 관한 업무를 관장하기 위해 2024년 10월 1일 대한민국 합동참모본부 예하에 창설된 사령부이다.

## 개요
킬 체인, 한국형 미사일 방어체제, 대량응징보복 수행능력 등 한국형 3축(3K) 체계는 합참(4성장군)에 속해 있는데, 이를 대장 또는 중장이 사령관인 전략사령부 소속으로 이전할 계획이다. 국방부는 오산 공군기지에 있는 공군작전사령부의 K2 작전본부를 기반으로 창설된다.
2016년 11월 27일, 복수의 정부 소식통은 "합참이 전략기획본부 소속의 북한 핵·미사일 등 WMD 담당과를 '북핵·WMD 대응센터'로 확대 편성하는 계획을 추진하고 있다"고 밝혔다. 이르면 이달 안으로 출범하는 이 센터의 책임자로 공군 준장이 임명됐으며, 그 아래 3~4개의 과(課)가 편제될 것으로 알려졌다.
2017년 대한민국 제19대 대통령 선거에서 문재인과 안철수 후보가 안보공약으로 전략사령부 창설안을 내세웠다.
그러나, 한국국방연구원(KIDA)은 전략사가 기존 군 조직과 중첩되고, 군사력 건설과 작전 측면에서 효율성이 떨어진다고 분석했다.
2019년 2월 12일, 국방부 당국자는 "전략사령부를 창설하지 않는 대신 합참 내에 장성급이 지휘하는 핵·WMD 대응 작전처를 신설하는 방안을 추진 중"이라고 밝혔다. 핵·WMD 대응 작전처 처장(장성급)의 계급은 기존 핵·WMD 대응센터의 장에 비해 격상될 것으로 알려졌다.
2023년 1월 2일, 합동참모본부는 향후 전략사령부로 발전하게 될 '핵·WMD(대량살상무기)대응본부'를 신설했다.
2024년 4월, 진영승 합동참모본부 전략기획본부장이 창설준비단장으로 임명되었다.
2024년 6월 21일, 전략사령부령이 입법예고 되었다.
2024년 8월 6일, 대통령령 34789호 전략사령부령이 관보에 게시되었고 2024년 10월 1일부로 부대창설과 함께 시행된다.

## 한국형 핵공유
2023년 1월 2일, 윤석열 대통령은 조선일보와의 인터뷰에서 북한 핵·미사일 대응 방안과 관련해 "한미가 미국 핵전력을 '공동 기획(Joint Planning)-공동 연습(Joint Exercise)' 개념으로 운용하는 방안을 논의하고 있다"고 말했다. 윤 대통령은 "핵무기는 미국 것"이라면서도 "정보 공유와 계획, 훈련을 한미가 공동으로 해야 한다. 미국도 상당히 긍정적인 입장”이라고도 했다. 특히 "과거의 '핵우산'이나 '확장억지' 개념은 북한이 핵을 개발하기 전, 소련·중국에 대비하는 개념으로 미국이 알아서 다 해줄 테니 한국은 걱정하지 말라는 것"이라며 "지금은 그런 정도로 국민을 납득시키기 어렵다"고 강조했다.
한미 간 관련 논의는 이른바 나토식 핵공유와는 다른 '한국형 핵공유' 모델 도입을 시사하는 것으로서, 정부 안팎에선 이 모델이 정립되면 미국의 기존 확장억제 개념에서 한계로 지적돼온 미국에 대한 '일방적 의존'에서도 일정 부분 벗어날 수 있을 것으로 기대하고 있다.
2022년 10월, TV조선은 정부가 북핵대응 연합 작전계획에 핵작전을 포함시키는 '핵작전공유' 방안을 검토중이며, 실질적 핵공유 효과를 볼 수 있다고 단독 보도했다.
차두현 아산정책연구원 수석연구위원은 최근 한 토론회에서 "(미국) 핵자산이 실제 이동하는 연습을 해보지 않으면 상황발생 시 '시행착오'가 있을 것"이라며 실질적 훈련 필요성을 강조했다. 미국 전략사령부와 한국 전략사령부가 함께하는 새로운 작전계획의 필요성을 주장했다. 실질적 병력 운용상 현재 (한국에 대한) 미국의 작전협력 단위는 미국 인도-태평양 사령부다. 작계 5027도 그랬지만 작계 5015 역시 협력 기본단위가 인도-태평양 단위다. 따라서, 새로운 작전계획이 필요하다는 주장이다.

## 부대
전략사령부는 킬체인, 한국형 미사일 방어체계(KAMD), 대량응징보복(KMPR)으로 구성된 한국형 3축 체계를 총괄하는 기구 성격으로 현무 계열 탄도미사일, 스텔스 전투기, 3천t급 잠수함 등 전략 자산의 작전을 지휘할 전망이다.
문재인 정부에서는 한국형 3축 체계라는 용어를 '핵·WMD 대응체계'로 변경했다.
박후성(육사 48기) 육군 소장이 초대 핵·WMD대응본부장으로 취임했다.
핵·WMD대응본부는 기존 합참의 전략기획본부 예하 ‘핵·WMD대응센터’에 정보와 작전, 전력, 전투발전 기능을 추가해 확장한 것이다. 핵·WMD대응본부 창설에 따라 합참 조직은 정보·작전·전략기획·군사지원본부 등 4개 본부 체제에서 5개 본부 체제로 개편됐다. 기존 4개 본부는 중장이 본부장이지만, 핵·WMD대응본부장은 소장이다.
미국 전략사령부는 해군과 공군의 4성장군이 사령관을 맡고 있다. 예하 부대인 육해공군의 사령관들도 4성장군이다.
- 육군미사일전략사령부 - 현무 탄도 미사일
- 공군작전사령부 - F-35스텔스 전투기
- 해군작전사령부 - SLBM 탑재가 가능한 전략 잠수함

## 같이 보기
- 미국 전략사령부
- 조선인민군 전략군
- 전략 로켓군
- 중국 인민해방군 로켓군

## 참고
1. ↑  김귀근 (2017년 5월 28일). “文정부 국방개혁 시동…'3K체계' 실행 전략사령부 창설”. 연합뉴스. 2018년 5월 6일에 확인함.
2. ↑  김지현 (2023년 1월 2일). “합참 핵·WMD대응본부 창설…향후 '전략사령부' 토대”. 연합뉴스. 2024년 7월 9일에 확인함.